# Agnieszka Bibrzycka
Agnieszka Danuta Bibrzycka (Mikołów, 21 ottobre 1982) è un'ex cestista polacca, professionista nella WNBA.

## Carriera
Con la Polonia ha disputato quattro edizioni dei Campionati europei (2001, 2003, 2005, 2009).